# Love Story (テレビドラマ)
『Love Story』（ラブストーリー）は、2001年4月15日より6月24日まで毎週日曜日21:00 - 21:54に、TBS系列の「東芝日曜劇場」枠で放送されていた日本のテレビドラマである。主演は中山美穂と豊川悦司。北川悦吏子脚本による恋愛ドラマ。
「東芝日曜劇場」枠 次回作『恋がしたい恋がしたい恋がしたい』以降はハイビジョン制作となったため、日曜劇場シリーズ最後の非ハイビジョン制作でもある。

## ストーリー
スランプに陥り、もう2年間も新作を発表していない恋愛小説家の永瀬康（豊川悦司）と、その担当者となった契約編集者の須藤美咲（中山美穂）を軸に、鍋友（香取慎吾）、香乃（優香）、池谷（加藤晴彦）、ユミ（畑野浩子）らが絡んでの物語が展開する。

## キャスト
年齢は公式サイト・キャストにて

### 主要人物
須藤 美咲〈30〉
演 - 中山美穂
創文書店の契約編集者。出世コースから外れ、見合いの話もない。気難しくて有名な小説家・永瀬康の担当になる。
永瀬 康〈37〉
演 - 豊川悦司
出せば売れる大作家。恋愛小説家として名を馳せるが、この2年間スランプで一冊も出版していない。神経質で口が悪く、気難しくて有名。愛など信じない自分が恋愛小説を書けるのは、「テクニック」だと言っている。
鍋友 恭二〈24〉
演 - 香取慎吾
康の隣人。クラブでDJなどをやって稼ぎながら、イラストレーターを目指している。
小林 香乃〈19〉
演 - 優香
鍋友を追いかけて田舎から出てきた。東京に居座り、カフェで働くようになる。

### その他
池谷 貢
演 - 加藤晴彦
元永瀬康の担当の編集者。
倉田 ユミ
演 - 畑野浩子
イケイケルックスを持ちながらも、実は東大出身の優秀な新人記者。
永瀬 ケンジ
演 - コタニキンヤ
康の弟。実家でヨシの手焼き煎餅屋「ちとせ」を手伝っている。
蓼科 久美子〈27〉
演 - 戸田菜穂
柏原 修三
演 - 小野武彦
美咲や池谷の上司。編集長。
永瀬 ヨシ〈80〉
演 - 三崎千恵子
康とケンジの祖母。中野で老舗の手焼き煎餅屋「ちとせ」を営む。大学教授で海外を転々とする康の両親になりかわり、康とケンジを育てあげた。
村上
演 - 坂口憲二
山田恵美
演 - 余貴美子
作者
小林 正志
演 - 佐々木蔵之介
香乃の兄。
美咲の母
演 - 音無美紀子（最終回ゲスト）
川原
演 - ユースケ・サンタマリア（最終回ゲスト）
美咲の高校時代の同級生。
役名なし
演 - 蒼井優
役名なし
演 - 一戸奈未
サンセットマンション1階カフェの店員。

## スタッフ
- プロデュース - 植田博樹
- 演出 - 生野慈朗（1・2・5・6・10・11）土井裕泰（3・7・8）今井夏木（4・9）
- 脚本 - 北川悦吏子
- 音楽 - 日向大介、演奏：CAGNET
- 技術 - 島崎孝雄
- 美術 - 青木ゆかり
- カメラ - 須田昌弘
- 照明 - 竹内留吉
- 音声 - 渡辺秀樹（1・2・5・6・9）、坂井健志（3・4・7・8・10）
- VE - 花田慎太郎
- 美術制作 - 澤井義雄
- 装置 - 館山道雄
- 装飾 - 藤田明伸
- コスチューム - 福田純子
- メイク - 田上広美
- 持道具 - 柏倉友子
- イルミネーション - 三沢靖明（11）
- 建具 - 大崎健一（11）
- 植木装飾 - 菊地起矢（11）
- 生花 - 遠山徹（11）
- 番宣 - 角口昌代
- インターネット番宣 - 内藤亜希子
- スチール - 渡辺富雄
- 編集 - 川中健治
- 選曲 - 辻田昇司
- 音響効果 - 本沢利明
- タイトルCG - 保坂久美子
- ギター指導 - 宇賀神昭（2・3・4）
- 考証 - 松山加珠子（角川書店）（11）
- スポット演出 - 松原弘志（1）
  - 撮影 - 篠田昇（1）
  - 照明 - 中村裕樹（1）
- 協力 - 株式会社日音、東通、緑山スタジオ・シティ
- ロケ協力 - 春木商事株式会社（1-10）ミユ・コレクション（1-10）神楽坂 紀の善（1）オークラアカデミアパークホテル（1・2）京王電鉄株式会社（1・7・8）中野区南台商店街（1・2・5・6・9・10・11）東京高速運輸株式会社（1）サンライズビル（1）日新火災（1・4・8・9・10・11）銀座いちこし（2・11）VUENOS TOKYO（3・6）LILIA（3）焼肉フランス人（4）VOLGA（4）テアトロ・スンガリー青山（4・7）ICL（4）千代田ファーストビル（4）スリーエフ（5）歌舞伎屋（6）凸版印刷株式会社（6）CHICK（6）ティーシー興産株式会社（6）mediage（6）HOBGOBLIN TOKYO（6）ワイルドシングスカフェ（6）花蝶（6）ジュンク堂書店（7・8）DECKS（7）Franc franc台場店（7）D&Bee（7）古炉奈（7）Gabiria　Laforet（7）CAFE de F.O.B（7）オノデン（7）ワタベウェディング株式会社（7）横浜・八景島シーパラダイス（7）茨城県大子町役場（8）茨城県大宮町役場（8）食堂 弥満喜（8）JR東日本水戸支社（8）龍光寺（8・11）ニュートーキョー（8）都市基盤整備公団東京支社（8）Suginoko（9）ゲートシティ大崎（9）光村印刷株式会社（9）明治記念館（9）城山JT森ビル（10）森トラスト株式会社（10）晴海アイランド（10）トリトンスクエア（10）晴海トリトン（10）クイーンアリス（10）WALLSTREET（10）ANA（11）クイーンズスクエア横浜（11）GIOCARE（11）BOSCO（11）ojiyan cafe（11）六本木プラース（11）東京駅名店街（11）nocciola（11）Le Vert（11）福家書店（11）
- プロデュース補 - 森雅之
- デスク - 小澤通子
- 編成 - 貴島誠一郎・丹羽多聞アンドリウ・瀬戸口克陽
- 演出補 - 石丸彰彦
- 記録 - 大下内恵子（1・2・5・6・10）鈴木一美（3・4・7・8・9）
- 制作担当 - いわむらひろゆき
- 制作主任 - 増子美和・岩澤正和
- 制作進行 - 鷲山伸人・三ツ井なつ子
- 制作 - TBS ENTERTAINMENT
- 製作著作 - TBS

## 受賞歴
- 第29回ザテレビジョンドラマアカデミー賞[3][4]
  - 最優秀作品賞
  - 助演男優賞（香取慎吾）
  - 主題歌賞（スピッツ）
  - 監督賞（生野慈朗､土井裕泰､今井夏木）
  - キャスティング賞
  - タイトルバック賞（生野慈朗､保坂久美子）

## 放送日程
| 話数                                                       | 放送日        | サブタイトル   | 演出     | 視聴率 | 備考     |
| ---------------------------------------------------------- | ------------- | -------------- | -------- | ------ | -------- |
| 第1話                                                      | 2001年4月15日 | 飛べない鳥     | 生野慈朗 | 24.3%  | 30分拡大 |
| 第2話                                                      | 2001年4月22日 | モテない二人   | 生野慈朗 | 21.2%  | -        |
| 第3話                                                      | 2001年4月29日 | 君の恋         | 土井裕泰 | 18.9%  | -        |
| 第4話                                                      | 2001年5月6日  | 思わぬ展開     | 今井夏木 | 21.5%  | -        |
| 第5話                                                      | 2001年5月13日 | 近づきたいよ   | 生野慈朗 | 21.2%  | -        |
| 第6話                                                      | 2001年5月20日 | まさかのキス   | 生野慈朗 | 20.2%  | -        |
| 第7話                                                      | 2001年5月27日 | 最後のデート   | 土井裕泰 | 20.1%  | -        |
| 第8話                                                      | 2001年6月3日  | またフラれるの | 土井裕泰 | 19.8%  | -        |
| 第9話                                                      | 2001年6月10日 | 本当の気持ち   | 今井夏木 | 19.9%  | -        |
| 第10話                                                     | 2001年6月17日 | 別れ           | 生野慈朗 | 19.8%  | -        |
| 最終話                                                     | 2001年6月24日 | 大切なもの     | 生野慈朗 | 22.1%  | 30分拡大 |
| 平均視聴率 21.0%（視聴率は関東地区・ビデオリサーチ社調べ） |               |                |          |        |          |